# Giải thưởng Làn Sóng Xanh 2007

## 10 ca sĩ được yêu thích nhất
Không phân biệt thứ hạng.
| Tên ca sĩ      |
| -------------- |
| Đàm Vĩnh Hưng  |
| Đan Trường     |
| Hà Anh Tuấn    |
| Hồ Quỳnh Hương |
| Hồ Ngọc Hà     |
| Lam Trường     |
| Mỹ Tâm         |
| Phương Thanh   |
| Quang Dũng     |
| Tuấn Hưng      |

## 10 nhạc sĩ có ca khúc được yêu thích nhất
Không phân biệt thứ hạng
| Tên nhạc sĩ     | Tên ca khúc           | Tên ca sĩ trình bày       |
| --------------- | --------------------- | ------------------------- |
| Dương Cầm       | "Biển và ánh trăng"   | Hà Anh Tuấn & Phương Linh |
| Đức Trí         | "Nơi cuối chân trời"  | Hồ Ngọc Hà                |
| Lê Quang        | "Khi"                 | Quang Dũng                |
| Nhật Trung      | "Nửa vầng trăng"      | Đàm Vĩnh Hưng             |
| Phạm Khánh Hưng | "Đếm"                 | Phạm Khánh Hưng           |
| Quốc Bảo        | "Giấc mơ tuyết trắng" | Thủy Tiên                 |
| Trương Lê Sơn   | "Đêm định mệnh"       | Tuấn Hưng                 |
| Võ Hoài Phúc    | "Hoang mang"          | Hồ Quỳnh Hương            |
| Võ Thiện Thanh  | "Ô cửa sổ"            | Mỹ Tâm                    |
| Yên Lam         | "Mong anh về đây"     | Hồ Quỳnh Hương            |

## Các giải thưởng khác
| Tên giải thưởng                                        | Chủ nhân giải thưởng    |
| ------------------------------------------------------ | ----------------------- |
| Ca sĩ triển vọng                                       | • Đăng Khôi • Thủy Tiên |
| Nhóm nhạc được yêu thích nhất                          | 5 Dòng Kẻ               |
| Gương mặt ca sĩ của năm (không trao giải cho nữ ca sĩ) | Lam Trường              |
| Nhạc Sĩ hòa âm được yêu thích nhất                     | Võ Thiện Thanh          |
| Phòng thu có nhiều ca Khúc được yêu thích nhất         | Viết Tân Studio         |